# Tourves
Tourves is een gemeente in het Franse departement Var (regio Provence-Alpes-Côte d'Azur) en telt 4806 inwoners (2008). De plaats maakt deel uit van het arrondissement Brignoles.
Op een heuvel boven het centrum staat de ruïne van het 18e-eeuwse kasteel van Joseph-Alphonse-Omer de Valbelle. Rond zijn kasteel liet hij tussen 1767 en 1777 een landschapstuin aanleggen. Het kasteel en de tuinen werden vernield na de Franse Revolutie.

## Geografie
De oppervlakte van Tourves bedraagt 66,4 km², de bevolkingsdichtheid is 51,6 inwoners per km².
De onderstaande kaart toont de ligging van Tourves met de belangrijkste infrastructuur en aangrenzende gemeenten.

## Demografie
Onderstaande figuur toont het verloop van het inwonertal (bron: INSEE-tellingen).